# 硬骨凌霄属
硬骨凌霄属（学名：Tecomaria）是紫葳科下的一个属，为半攀援状灌木植物。该属共有2种，产自非洲。